# Augyles kolibaci
Augyles kolibaci là một loài bọ cánh cứng trong họ Heteroceridae. Loài này được Skalický miêu tả khoa học đầu tiên năm 1998.